# Killian Durechou
Killian Durechou (ur. 15 sierpnia 1992) – francuski lekkoatleta specjalizujący się w rzucie oszczepem.
Międzynarodową karierę rozpoczynał od zdobycia w 2009 roku tytułu wicemistrza świata juniorów młodszych oraz brązowego medalu na gimnazjadzie. Odpadł w eliminacjach mistrzostw świata juniorów w Moncton (2010). W 2013 zdobył brąz igrzysk frankofońskich.
Złoty medalista mistrzostw Francji (2012).
Rekordy życiowe: oszczep 700 gramowy – 74,68 (11 lipca 2009, Bressanone); oszczep 800 gramowy – 79,98 (21 września 2013, Poitiers).

## Osiągnięcia
| Rok  | Impreza                                 | Miejsce               | Lokata            | Wynik |
| ---- | --------------------------------------- | --------------------- | ----------------- | ----- |
| 2009 | Mistrzostwa świata juniorów młodszych   | Tyrol Południowy      | 2. miejsce        | 74,68 |
| 2009 | Gimnazjada                              | Doha                  | 3. miejsce        | 69,18 |
| 2010 | Mistrzostwa świata juniorów             | Moncton               | el. – 21. miejsce | 61,90 |
| 2011 | Superliga drużynowych mistrzostw Europy | Sztokholm             | 10. miejsce       | 63,21 |
| 2011 | Mistrzostwa Europy juniorów             | Tallinn               | el. – 14. miejsce | 69,31 |
| 2012 | Zimowy puchar Europy w rzutach          | Bar                   | 6. miejsce U23    | 72,01 |
| 2013 | Zimowy puchar Europy w rzutach          | Castellón de la Plana | 4. miejsce U23    | 74,43 |
| 2013 | Superliga drużynowych mistrzostw Europy | Gateshead             | 12. miejsce       | 67,30 |
| 2013 | Igrzyska frankofońskie                  | Nicea                 | 3. miejsce        | 73,22 |
| 2014 | Zimowy puchar Europy w rzutach          | Leiria                | 6. miejsce (U-23) | 70,33 |
| 2015 | Superliga drużynowych mistrzostw Europy | Czeboksary            | 10. miejsce       | 67,68 |